# Universidad Agraria de La Habana
La Universidad Agraria de La Habana "Fructuoso Rodríguez Pérez", UNAH es una universidad pública ubicada en San José de las Lajas, Provincia de Mayabeque, Cuba. Fue fundada en 1976.

## Organización
La universidad se encuentra dividida en siete facultades con sus respectivas carreras a fines:
- Facultad de Agronomía
  - Ingeniería Agrónoma

- Facultad de Ciencias Sociales y Humanísticas
  - Licenciatura en Derecho
  - Licenciatura en Gestión Sociocultural para el Desarrollo

- Facultad de Ciencias Económicas
  - Licenciatura en Contabilidad y Finanzas

- Facultad de Cultura Física
  - Licenciatura en Cultura Física

- Facultad de Ciencias Técnicas
  - Ingeniería Agrícola
  - Ingeniería en Procesos Agroindustriales
  - Ingeniería Informática
  - Ingeniería Industrial

- Facultad de Medicina Veterinaria
  - Medicina Veterinaria

- Facultad de Ciencias Pedagógicas
  - Educación Primaria
  - Educación Preescolar
  - Licenciatura en Educación Lenguas Extranjeras (Inglés)
  - Educación Pedagogía Psicología
  - Educación Biología
  - Educación Español Literatura
  - Educación Artística
  - Educación Agropecuaria
  - Educación Instructor de Arte
  - Educación Informática
  - Educación Logopedia
  - Educación Marxismo Leninismo
  - Educación Especial
  - Educación Matemática
  - Educación Química
  - Educación Geografía
  - Psicología